# Bo Spellerberg
Bo Dybdal Spellerberg (Gladsaxe, 1979. július 24. –) dán kézilabdázó, a KIF Kolding 192 cm magas irányítója, balátlövője. A dán válogatottal 2008-ban európa-bajnokságot nyert, ahol a döntőben Horvátországot győzték le.

## Életútja
Spellerberg a FIF csapatától igazolt a KIF Koldinghoz, ahol 2002 óta játszik irányító és balátlövő poszton. A Koldinggal négyszer nyertek bajnokságot és két kupagyőzelmet tudhatnak magukénak.
2000. március 9-én debütált a dán válogatottban. Nemzeti csapatával 2008-ban európa-bajnokok lettek, valamint kétszer végeztek kontinens versenyen a harmadik helyen. A 2007-es világbajnokságon bronzérmesek lettek.
Bo Spellerberg felesége Louise Svalastog Spellerberg, aki a Kolding női csapatában játszik.

## Eddigi csapatai
- KFUM København -
- Frederiksberg IF -2002
- KIF Kolding 2002-

## Sikerei
- Dán bajnokság győztes: 2003, 2005, 2006, 2009
- Dán kupa győztes: 2005, 2007
- Világbajnokság: bronzérmes 2007
- Európa-bajnokság: bronzérmes 2002, 2006
- Európa-bajnok]: 2008